# Mount Taranaki

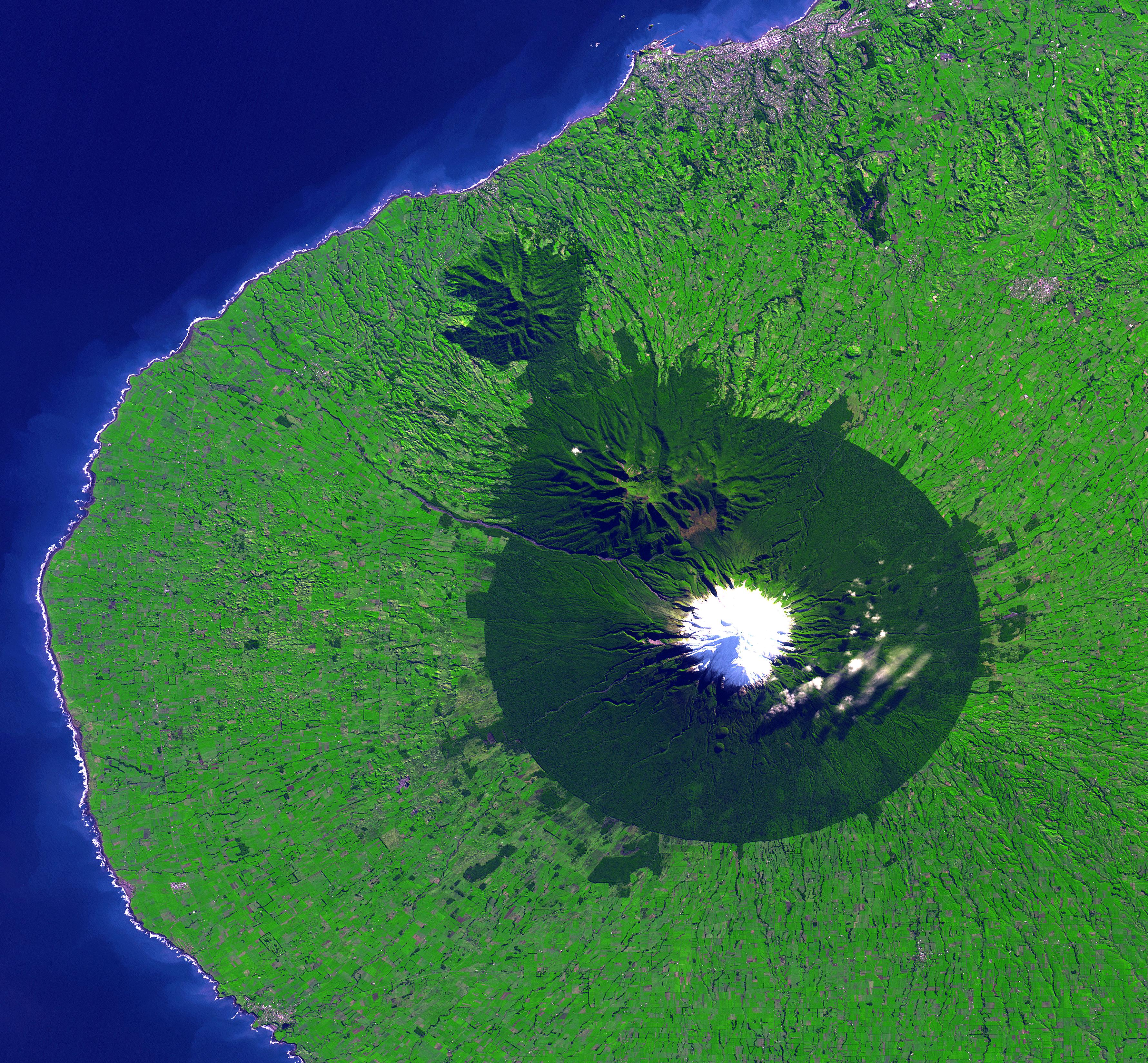
Mount Taranaki ze satelitu

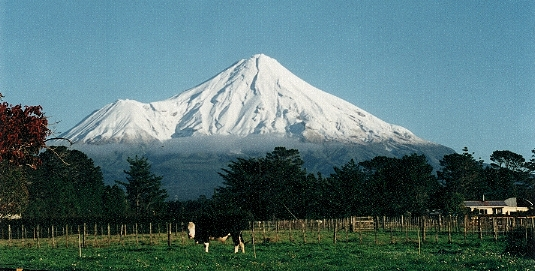
Mount Taranaki

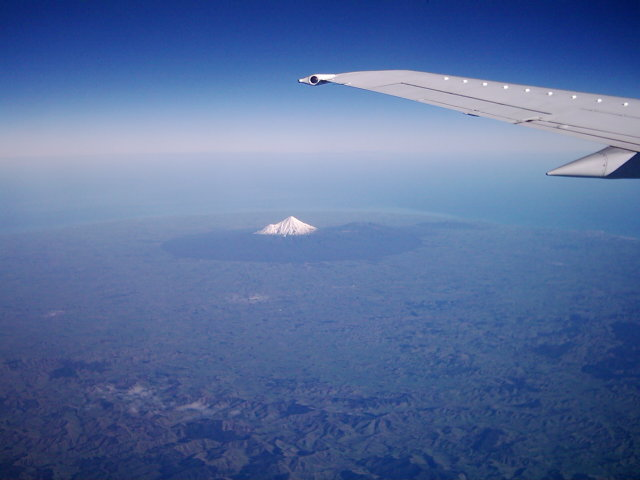
Letecký snímek

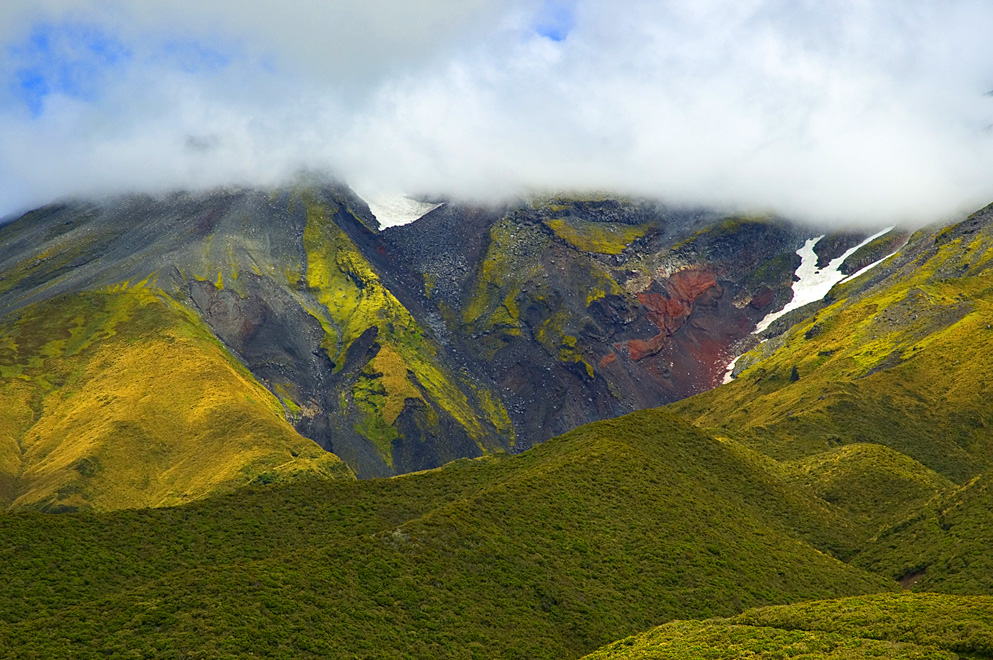
Zalesněné svahy Mount Taranaki

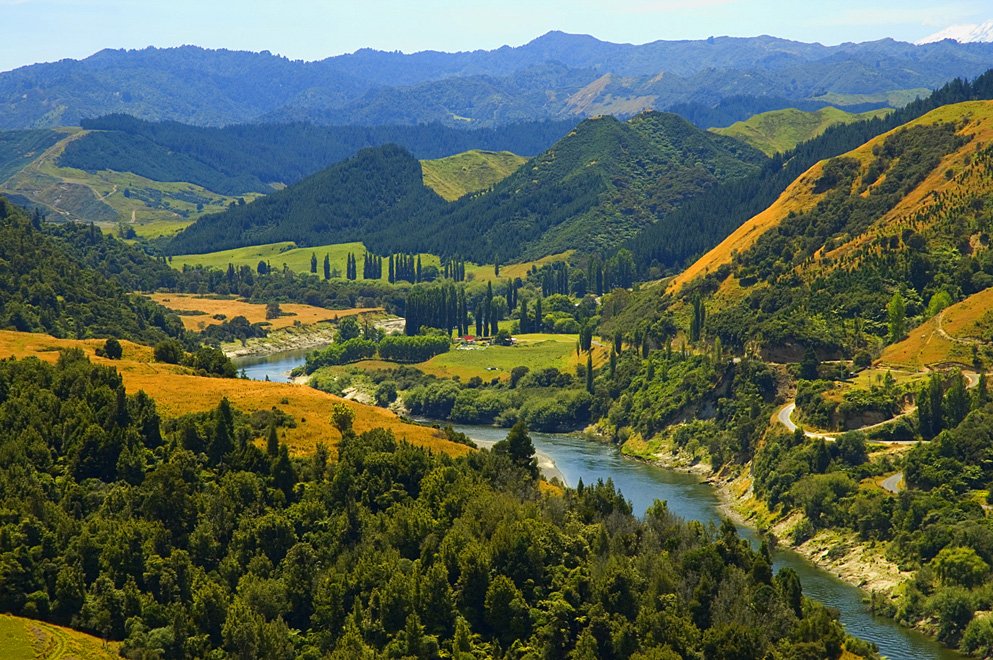
Řeka Wanganui

Sopka Taranaki, známá též jako Mount Egmont, je spící stratovulkán v regionu Taranaki na západním pobřeží Nového Zélandu, na Severním ostrově. Hora je 2 518 metrů vysoká a je proslulá jedním z nejsouměrnějších sopečných kuželů na světě. Ve své jižní části se nachází sekundární kužel – Fanthams Peak. Hora je nejnavštěvovanějším vrcholem v zemi. Ročně na ni vystoupí, většinou po upravených cestách, téměř 20 000 lidí. Díky své podobnosti s horou Fudži, poskytl vrchol Mount Taranaki kulisu filmu Toma Cruise – Poslední samuraj. Prvním Evropanem, který horu Taranaki spatřil, byl britský mořeplavec James Cook, ten ji pojmenoval Mount Egmont.

## Sopečná činnost
Taranaki je geologicky mladá hora. Svou sopečnou aktivitu zahájila přibližně před 135 000 lety. Poslední vulkanická činnost byla mírná erupce popele kolem roku 1755. Poslední významnější erupce nastala kolem roku 1655. Novodobý výzkum ukázal, že v posledních 9 000 letech nastaly menší erupce v průměru každých 90 let a ty významnější každých 500 let.

## Příroda
Sopečný popel spolu s bohatou vláhou zadržovanou na úbočích hory dává živiny mnoha rozličným druhům rostlin. Taktéž zemědělská půda za hranicemi lesa a v podhůří je velmi úrodná. Vzhledem k jisté odloučenosti od ostatního světa se zde vyvinuly dokonce nové skupiny rostlin (např. dva druhy sedmikrás, vzácná endemická kapradina a mechy). V nejnižším pásmu do výšky 900 m se nachází deštný les s porosty až 50 metrů vysokých damaroní a liánovitých stromů rata. Oba druhy dnes pomalu mizí a ustupují stromům kamahi rozšiřujících se z vyšších poloh směrem dolů. Mezi jejich větvemi se občas objevují narůžovělé květy chladnomilné lesní orchideje, která roste zespodu větví (tzv. epifyt). Vyšší polohy jsou zastoupeny porosty odolnějších dřevin, zejména pak pabuků jižních a horských cedrů zvaných „kaikawaka“. Tyto stromy přežily i erupci v roce 1655 a některé exempláře tedy mají až 400 let. Výše rostou husté křoviny a ve výškách přesahujících 2 000 m se již objevují vysokohorské louky, po kterých následuje jen kamenná suť a ztuhlá láva. Vrchol hory Mount Taranaki je trvale pokrytý sněhem.

### Ochrana přírody
Svahy vulkánu jsou chráněny již od roku 1881. Dnešní Národní park Taranaki zaujímá rozlohu 33 530 ha. To platí zhruba pro okolí deseti kilometrů od vrcholu. Hranice ochranného pásma je na první pohled patrná (konec lesů – začátek polí).

## Prvovýstup
První expedici Evropanů k vrcholu uskutečnili německý přírodovědec Ernst Dieffenbach a anglický velrybář James Heberley. Ty provázel maorský průvodce, kterého si najali. Ten se ovšem neodvážil jít za hranici sněhu, protože Maorové věří, že se zde nacházejí duchové a mytičtí hadi. Na samotný vrchol tedy museli oba Evropané vylézt sami.

## Osídlení
Celá staletí znali Mount Taranaki jen Maorové a před nimi neznámí prapůvodní obyvatelé tmavé pleti, které po svém příchodu na Nový Zéland kolem roku 1200, Maorové vyhubili.[zdroj?] V místních hlubokých lesích měli své úkryty před nepřáteli a v jeskyních pohřbívali své zemřelé náčelníky. Okr objevený v údolích řek ředili žraločím tukem a používali ho jako barvivo na svá těla.

## Pověst
Podle maorských pověstí se traduje, že horu Taranaki vyhnala do její dnešní polohy na mysu Egmont rozepře mezi dvěma nápadníky. Taranaki prý kdysi stál uprostřed Severního ostrova a bojoval tam s Tongarirem o přízeň ženské hory Pihangy. Taranaki však svůj boj prohrál a odklidil se na okraj ostrova a cestou horského pochodu vyhloubil kaňon řeky Wanganui.

## Sídla regionu
- New Plymouth
- Hawera
- Stratford
- Opunake
- Inglewood
- Oakura
- Waitara